# Galatella
 Galatella  Cass., 1825 è un genere di piante angiosperme dicotiledoni della famiglia delle Asteraceae, sottofamiglia Asteroideae, tribù Astereae (Bellis lineage) e sottotribù Bellidinae.

## Etimologia
Il nome del genere potrebbe derivare dal greco "γαλανός" (galanós), che significa "azzurro". Questo nome si riferisce al colore dei fiori di molte specie di questo genere. Ma potrebbe essere anche il diminutivo di Galatea, mitica ninfa figlia di Nereo.
Il nome scientifico del genere è stato definito dal botanico Alexandre Henri Gabriel de Cassini (1781-1832) nella pubblicazione " Dictionnaire des Sciences Naturelles, dans lequel on traite méthodiquement des différens êtres de la nature, considérés soit en eux-mêmes, d'aprés l'état actuel de nos connoissances, soit relativement à l'utilité quén peuvent retirer la médecine, l'agriculture, le commerce et les arts. Strasbourg. Edition 2" (Dict. Sci. Nat., ed. 2. [F. Cuvier] 37: 463, 488) del 1825.

## Descrizione

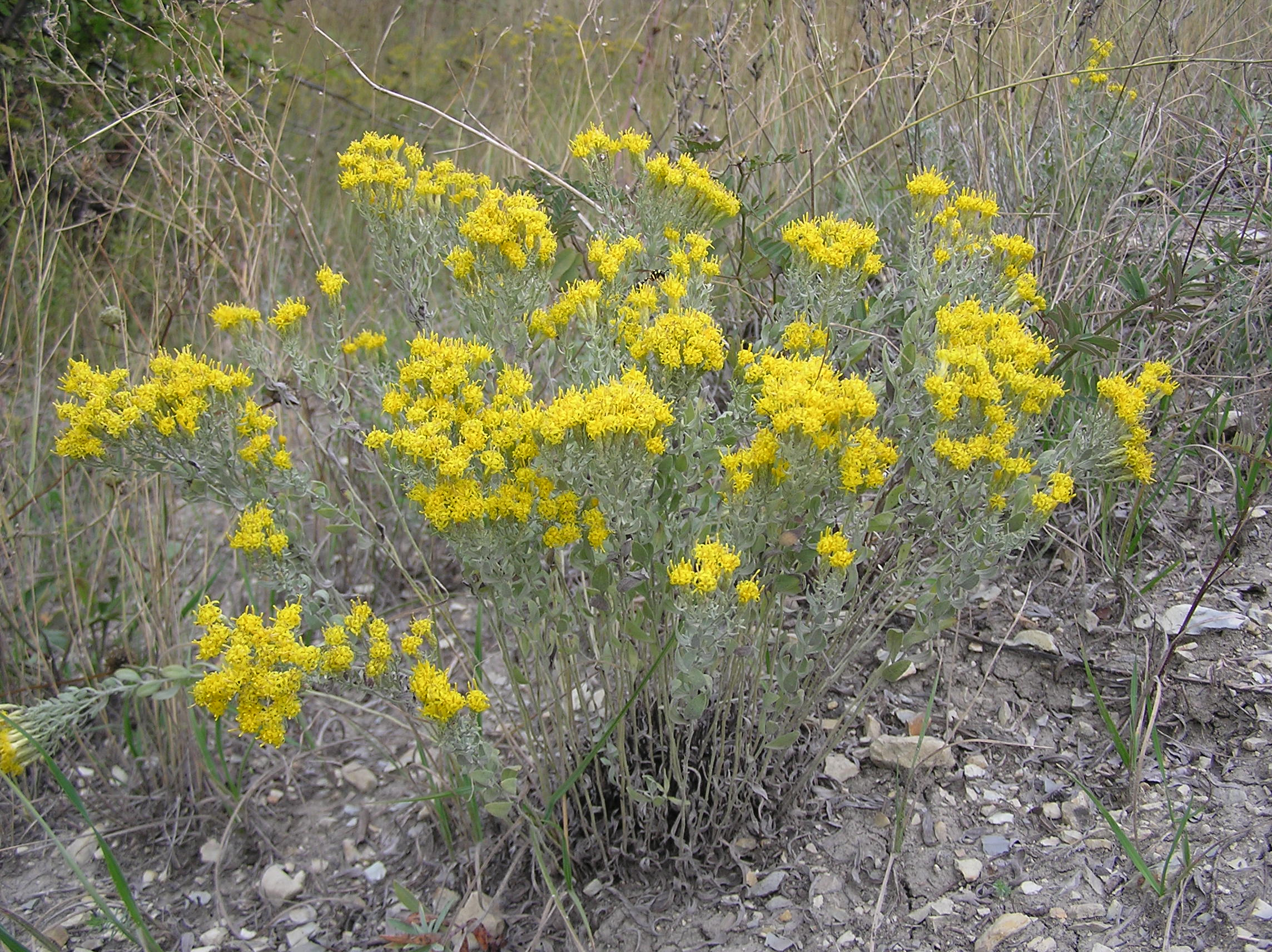
Il portamento
Galatella villosa

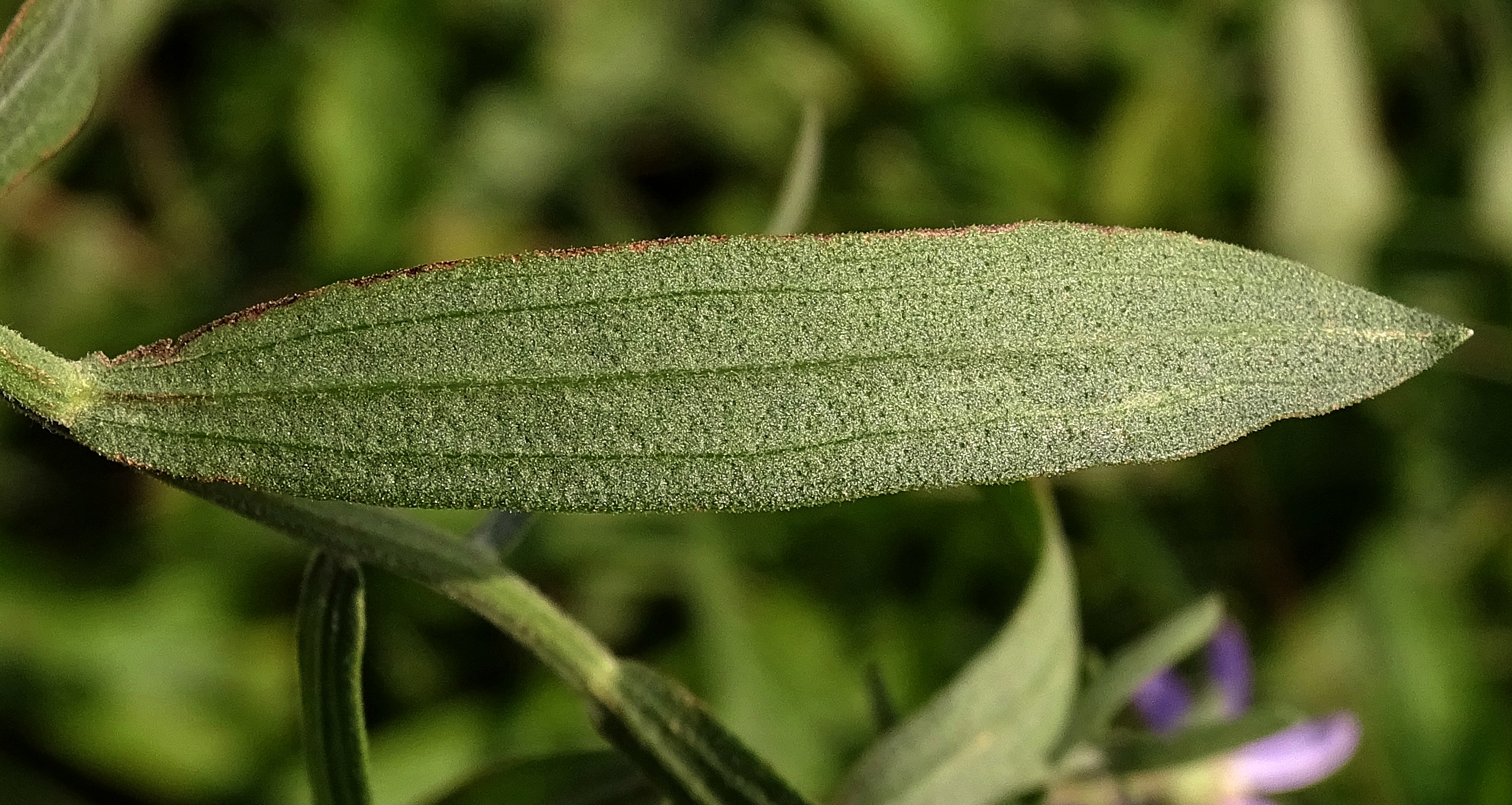
Le foglie
Galatella cana

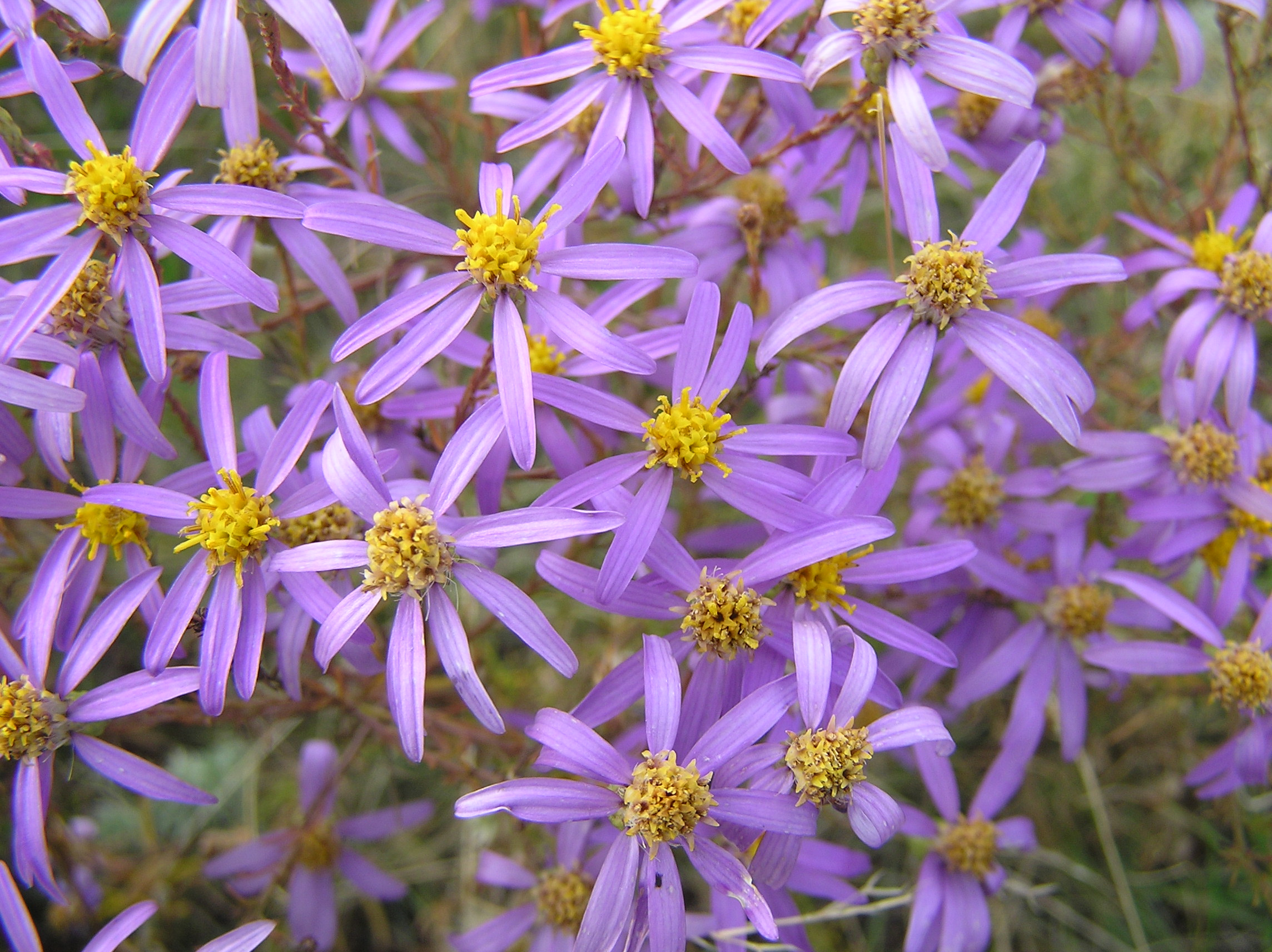
Infiorescenza
Galatella angustissima

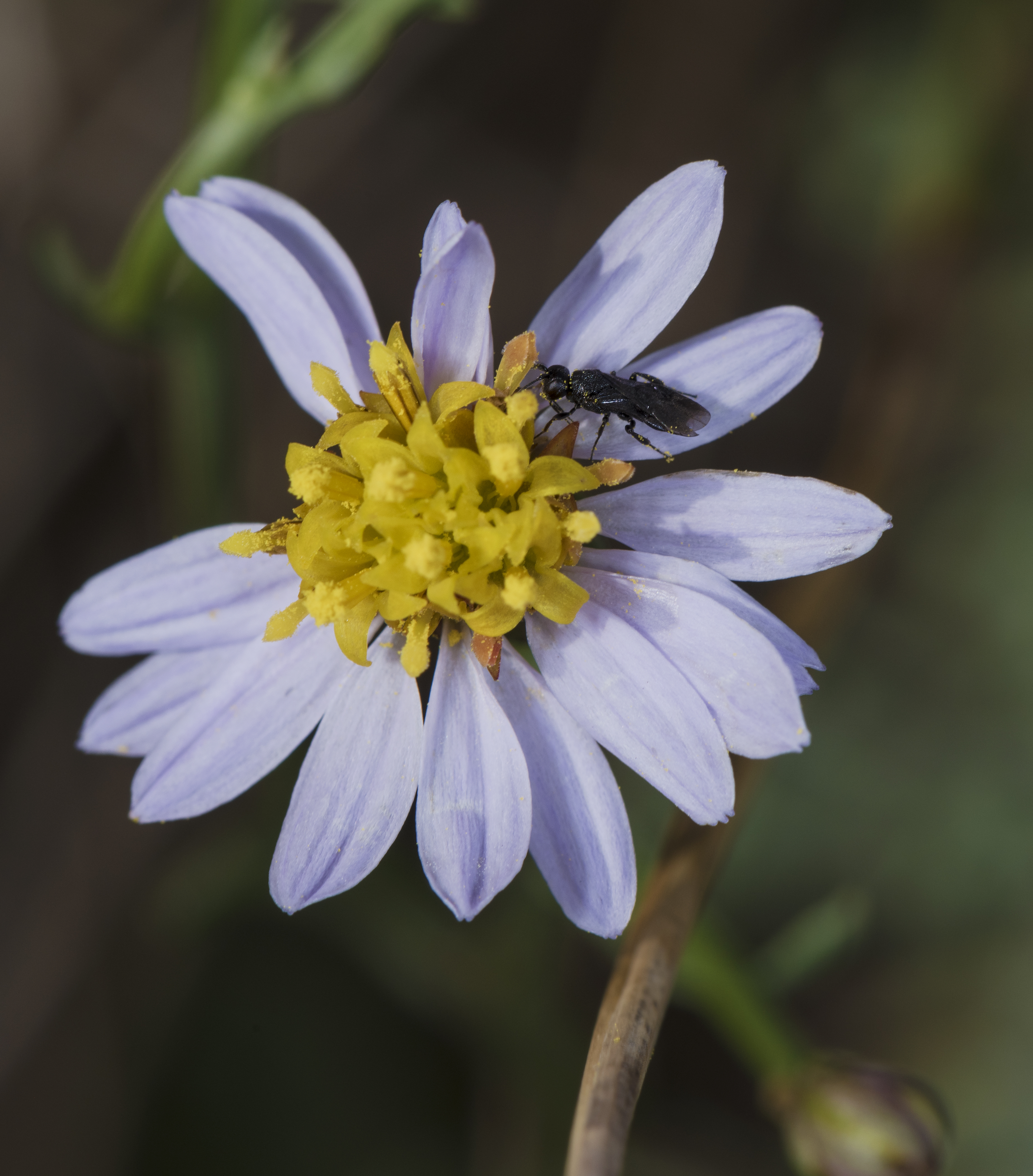
I fiori
Galatella sedifolia

Portamento.  Le specie di questo genere hanno un habitus di tipo erbaceo perenne. Sono piante più o meno acauli, senza un fusto vero e proprio: il peduncolo fiorale nasce direttamente dalla rosetta basale. La forma biologica prevalente è emicriptofita rosulata (H ros), ossia sono piante erbacee (quasi cespitose) perenni con gemme svernanti al livello del suolo e protette dalla lettiera o dalla neve con delle foglie disposte a formare una rosetta basale.
Fusto. Il caule è eretto e ascendente, semplice o ramificato nella parte superiore. La parte sotterranea consiste in un rizoma nodoso e robusto.
Foglie. Le foglie sono disposte in modo alternato, e sono sessili. La lamina delle foglie è semplice e intera con forme da oblunghe a strettamente lineari; il numero delle venature varia da uno a tre; in alcuni casi è ricurva. Sono presenti dei punti ghiandolosi.
Infiorescenza. Le sinflorescenze sono del tipo uniflora, composte da un unico capolino (raramente), oppure sono corimbose formate da molti capolini di piccole e medie dimensioni. Le infiorescenze vere e proprie sono composte da un capolino terminale peduncolato di tipo radiato (talvolta discoidale) con fiori eterogami. I capolini sono formati da un involucro, con forme da sub-emisferiche a obconiche, composto da diverse brattee, al cui interno un ricettacolo fa da base ai fiori di due tipi: fiori del raggio e fiori del disco. Le brattee, con forme da lanceolate-ovate a oblunghe, appuntite o ottuse all'apice, ricoperte da una sottile e irregolare peluria o glabre, con margini membranosi e a consistenza erbacea (il colore è verdastro), sono disposte in modo più o meno embricato e scalato su 3 - 5 serie. Il ricettacolo, alveolato e dentato (o fimbriato), in genere è nudo ossia senza pagliette a protezione della base dei fiori; la forma è leggermente convessa.
Fiori.  I fiori sono tetra-ciclici (formati cioè da 4 verticilli: calice – corolla – androceo – gineceo) e pentameri (calice e corolla formati da 5 elementi). Si distinguono in:
- fiori del raggio (esterni): da 5 a 20 per capolino (possono anche mancare); sono femminili ma sterili (senza stilo) e sono disposti su una sola serie; la forma è ligulata (zigomorfa) allargata;
- fiori del disco (centrali): sono più numerosi (da 5 a 100) con forme brevemente tubulose (attinomorfe); sono ermafroditi.

- Formula fiorale:

*/x K {\displaystyle \infty }, [C (5), A (5)], G 2 (infero), achenio
- Calice: i sepali del calice sono ridotti ad una coroncina di squame.

- Corolla: 
  - fiori del raggio: la forma della corolla alla base è più o meno tubulosa-imbutiforme, mentre all'apice è ligulata; la ligula allargata può terminare con alcuni denti; il colore è bianco, rosa, blu o viola;
  - fiori del disco: la forma è strettamente tubulare bruscamente divaricata in 4 - 5 lobi; i lobi, patenti o eretti, hanno una forma da lanceolata o oblungo-lanceolata; il colore è giallo.

- Androceo: l'androceo è formato da 5 stami sorretti da filamenti generalmente liberi; gli stami sono connati e formano un manicotto circondante lo stilo; le teche (produttrici del polline) alla base sono ottuse; le appendici apicali delle antere hanno delle forme lanceolate; il tessuto endoteciale (rivestimento interno dell'antera) è quasi sempre polarizzato (con due superfici distinte: una verso l'esterno e una verso l'interno). Il polline è sferico con un diametro medio di circa 25 micron;  è tricolporato (con tre aperture sia di tipo a fessura che tipo isodiametrica o poro) ed è echinato (con punte sporgenti).[10][13]

- Gineceo: l'ovario è infero uniloculare formato da 2 carpelli.[6] Lo stilo (il recettore del polline) è profondamente bifido (con due stigmi divergenti) e con le linee stigmatiche marginali e separate.[14] I due bracci dello stilo hanno una forma lanceolata o ovato-triangolare.

Frutti. I frutti sono degli acheni con pappo; in alcune specie è presente un certo dimorfismo (gli acheni dei fiori del raggio differiscono dagli acheni dei fiori del disco);
- achenio: gli acheni hanno delle forme oblunghe compresse senza coste evidenti (o poco costoluti); la superficie è strigosa; la parete dell'achenio è formata da celle contenenti rafidi ma prive di fitomelanina; il carpoforo normalmente è anulare; il frutto è indeiscente;
- pappo: il pappo è formato da setole barbate bianche o rosa con apice da acuto a clavato disposte su 2 - 3 serie e connate in anello basale.

## Biologia
Impollinazione: l'impollinazione avviene tramite insetti (impollinazione entomogama tramite farfalle diurne e notturne).

Riproduzione: la fecondazione avviene fondamentalmente tramite l'impollinazione dei fiori (vedi sopra).

Dispersione: i semi (gli acheni) cadendo a terra sono successivamente dispersi soprattutto da insetti tipo formiche (disseminazione mirmecoria). In questo tipo di piante avviene anche un altro tipo di dispersione: zoocoria. Infatti gli uncini delle brattee dell'involucro (se presenti) si agganciano ai peli degli animali di passaggio disperdendo così anche su lunghe distanze i semi della pianta. Inoltre per merito del pappo il vento può trasportare i semi anche a distanza di alcuni chilometri (disseminazione anemocora).

## Distribuzione e habitat
Le specie di questo genere sono distribuite in Eurasia (Asia settentrionale) e Africa (nord-ovest).

## Sistematica
La famiglia di appartenenza di questa voce (Asteraceae o Compositae, nomen conservandum) probabilmente originaria del Sud America, è la più numerosa del mondo vegetale, comprende oltre 23.000 specie distribuite su 1.535 generi, oppure 22.750 specie e 1.530 generi secondo altre fonti (una delle checklist più aggiornata elenca fino a 1.679 generi). La famiglia attualmente (2021) è divisa in 16 sottofamiglie; la sottofamiglia Asteroideae è una di queste e rappresenta l'evoluzione più recente di tutta la famiglia.

### Filogenesi
La tribù Astereae (una delle 21 tribù della sottofamiglia Asteroideae) comprende circa 40 sottotribù. In base alle ultime ricerche nella tribù sono stati individuati (provvisoriamente) 5 principali lignaggi:
- Basal grade: include alcuni generi isolati, il gruppo "South American-Oceania",  alcune sottotribù africane e il gruppo dei generi legnosi del Madagascar.
- Bellis lineage: comprende le sottotribù eurasiatiche e una sottotribù africana.
- Aster lineage: include i generi asiatici di Asterinae e i principali gruppi dell'Australia e dell'Oceania.
- Baccharis lineage: include alcuni gruppi sudamericani.
- North American lineage: include la vasta gamma di sottotribù del Nordamerica, Messico e alcuni gruppi distribuiti nel Sudamerica.

Il genere  Galatella (insieme alla sottotribù Bellidinae) è incluso nel lignaggio "Bellis lineage". Bellidinae fa parte dell'areale eurasiatico.  Da un punto di vista filogenetico i generi Galatella e Tripolium,  all'interno della sottortribù Bellidinae, formano un "gruppo fratello". I due generi si sono diversificati dal gruppo delle Astereae, e quindi hanno colonizzato il bacino del Mediterraneo da circa 10 milioni di anni fa.
Per alcuni Autori questo genere fa parte del "Galatella group" insieme ai generi Tripolium e Crinitina. Il genere Crinitina Soják attualmente è considerato un sinonimo del genere Galatella Cass.. L'altro gruppo della sottotribù è "Bellis group".
In precedenti trattazioni Galatella era descritto all'interno della sottotribù Asterinae.
Il cladogramma seguente, tratto dallo studio citato e semplificato, mostra una possibile configurazione filogenetica del lignaggio evidenziando la struttura del genere Galatella.
|  | Tripolium |
|  |           |
|  | Galatella |
|  |           |

|  | Bellium |
|  |         |
|  | Bellis  |
|  |         |

|  | Tripolium |
|  |           |
|  | Galatella |
|  |           |

|  | Bellium |
|  |         |
|  | Bellis  |
|  |         |

I caratteri distintivi del genere sono:
- le brattee dell'involucro sono disposte su 3 - 5 serie in modo scalato;
- i fiori del raggio sono presenti ma sterili;
- le scanalature degli acheni non sono molto evidenti;
- il pappo ha due-tre serie di setole.

Il numero cromosomico delle specie di questo genere è: 2n = 18 e 36.

### Elenco delle specie
Questo genere ha 34 specie:
- Galatella albanica Degen
- Galatella altaica Tzvelev
- Galatella amani (Post) Grierson
- Galatella anatolica Hamzaoğlu & Budak
- Galatella angustissima (Tausch) Novopokr.
- Galatella aragonensis Nees
- Galatella asperella (Rech.f. & Köie) Sennikov
- Galatella bectauatensis Kupr. & Koroljuk
- Galatella biflora (L.) Nees
- Galatella cana (Waldst. & Kit.) Nees
- Galatella chromopappa Novopokr.
- Galatella chulbairica Tulyag.
- Galatella coriacea Novopokr.
- Galatella corymbulosa (Bornm.) Sennikov
- Galatella cretica Gand.
- Galatella crinitoides Novopokr.
- Galatella dahurica DC.
- Galatella divaricata (M.Bieb.) Novopokr.
- Galatella fastigiiformis Novopokr.
- Galatella grimmii (Regel & Schmalh.) Sennikov
- Galatella hauptii (Ledeb.) Lindl. ex DC.
- Galatella hissarica Novopokr.
- Galatella linosyris (L.) Rchb.f.
- Galatella litvinovii Novopokr.
- Galatella malacitana Blanca, Gavira & Suár.-Sant.
- Galatella polygaloides Novopokr.
- Galatella regelii Tzvelev
- Galatella saxatilis Novopokr.
- Galatella scoparia (Kar. & Kir.) Novopokr.
- Galatella sedifolia (L.) Greuter
- Galatella tatarica (Less.) Novopokr.
- Galatella tianschanica Novopokr.
- Galatella villosa (L.) Rchb.f.
- Galatella villosula Novopokr.

### Specie della flora spontanea italiana
Nella flora spontanea italiana sono presenti le seguenti specie:
- 1A: i capolini hanno dei fiori del disco gialli e fiori del raggio violetti o sbiaditi;

Galatella sedifolia  (L.) Greuter - Astro scabro: l'altezza massima della pianta è di 2 - 5 dm; il ciclo biologico è perenne; la forma biologica è emicriptofita scaposa (H scap); il tipo corologico è Sud Europeo / Sud Siberiano; l'habitat tipico sono i pendii aridi; in Italia è una specie presente con discontinuità fino ad una quota di 1.200 m s.l.m..
- 1B: i capolini hanno solamente fiori gialli;

Galatella linosyris  (L.) Rchb.f. - Astro spillo d'oro: l'altezza massima della pianta è di 2 - 5 dm; il ciclo biologico è perenne; la forma biologica è emicriptofita scaposa (H scap); il tipo corologico è Eurimediterraneo / Sud Siberiano (Subpontico); l'habitat tipico sono i prati aridi steppici su argille (anche subsalse); in Italia è una specie presente ovunque fino ad una quota di 900 m s.l.m.

### Alcune immagini

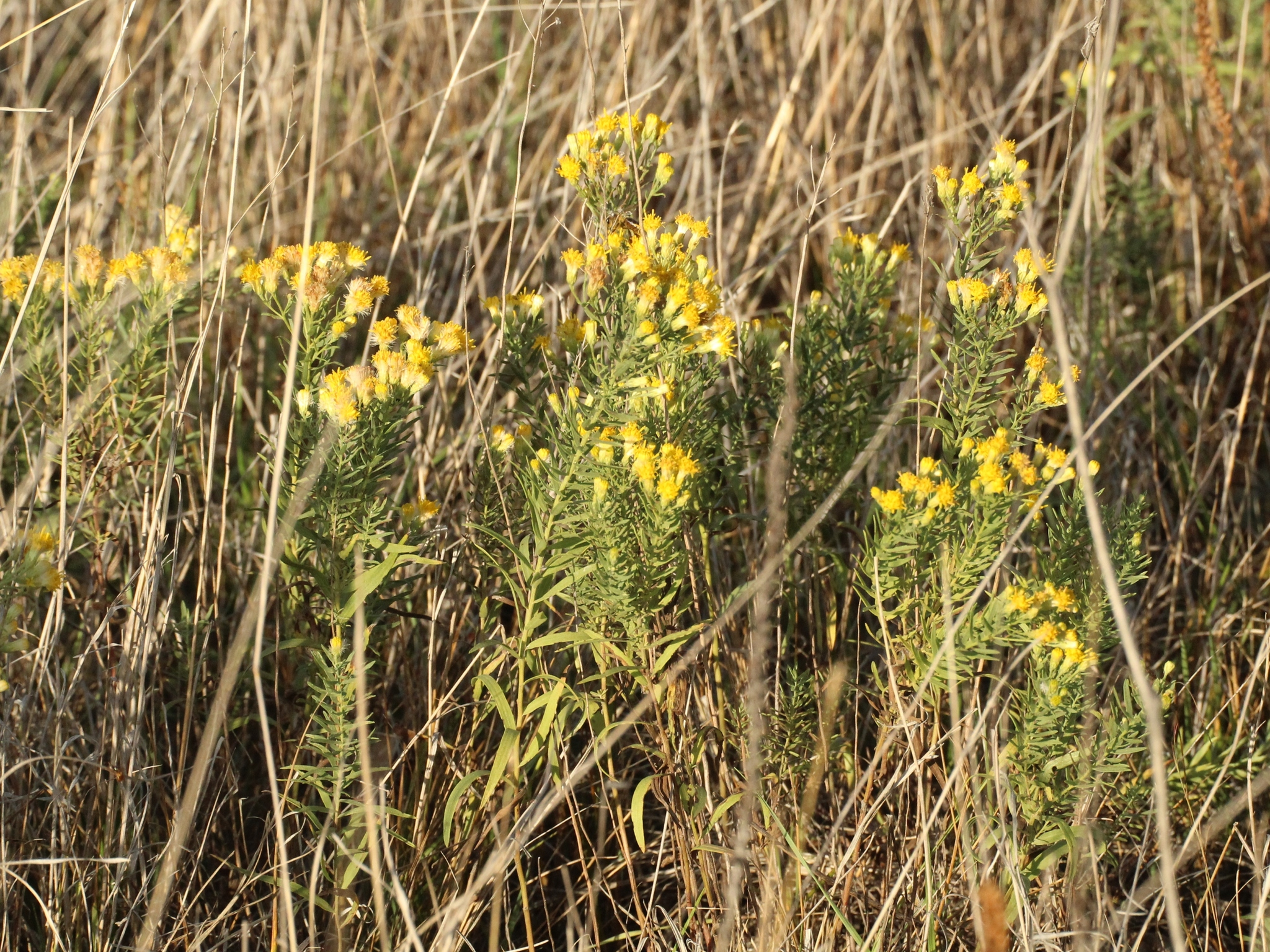
Galatella biflora
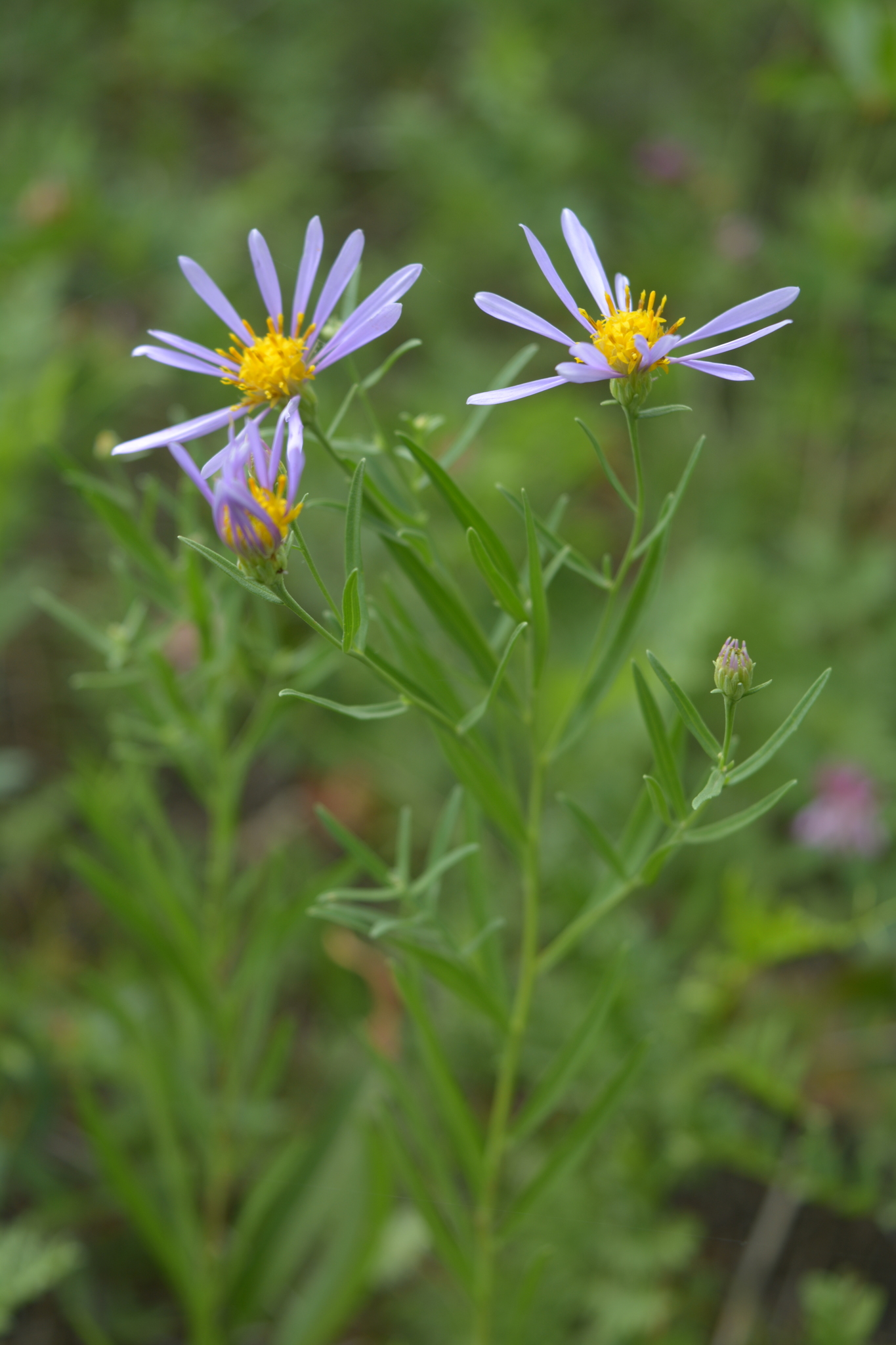
Galatella dahurica
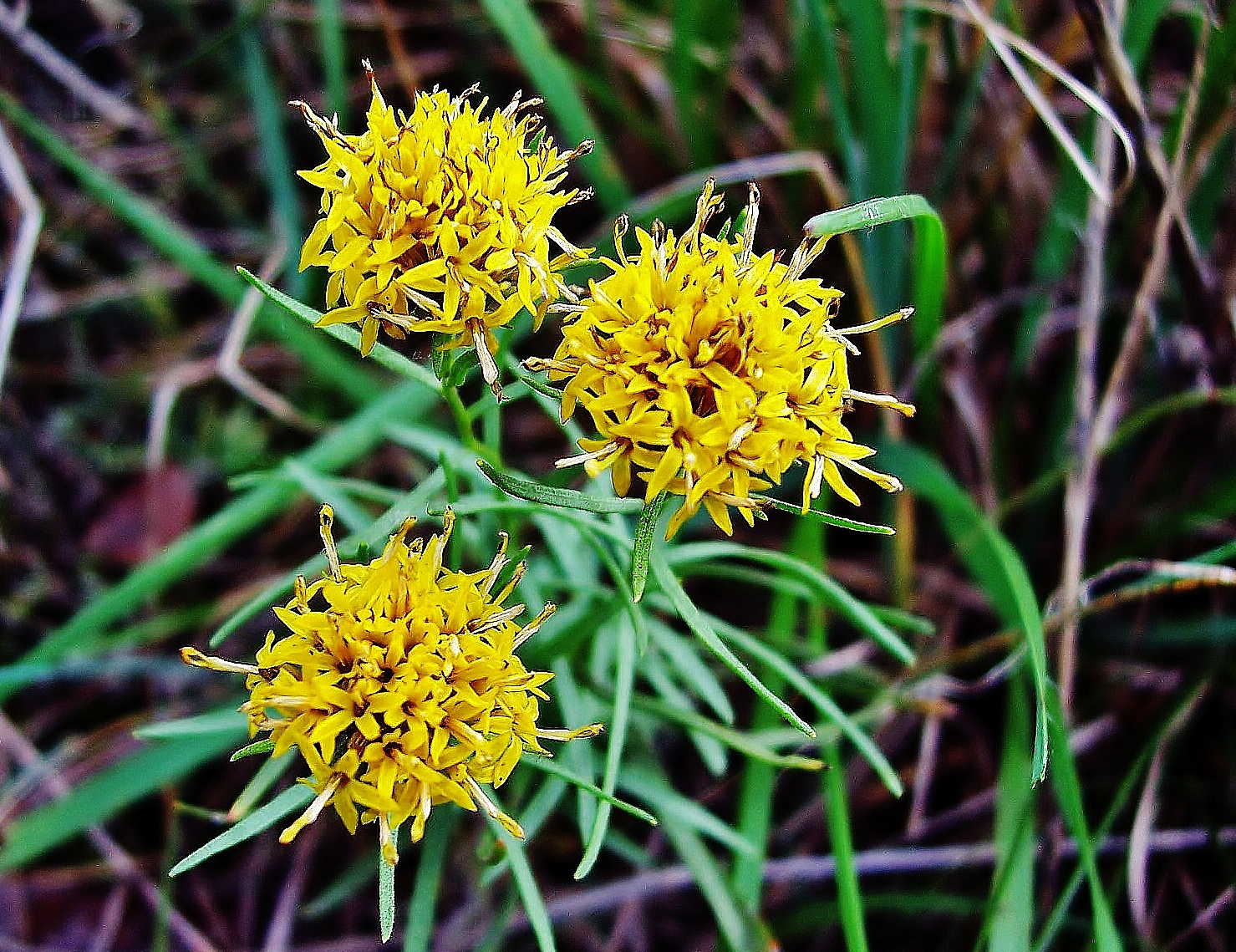
Galatella linosyris
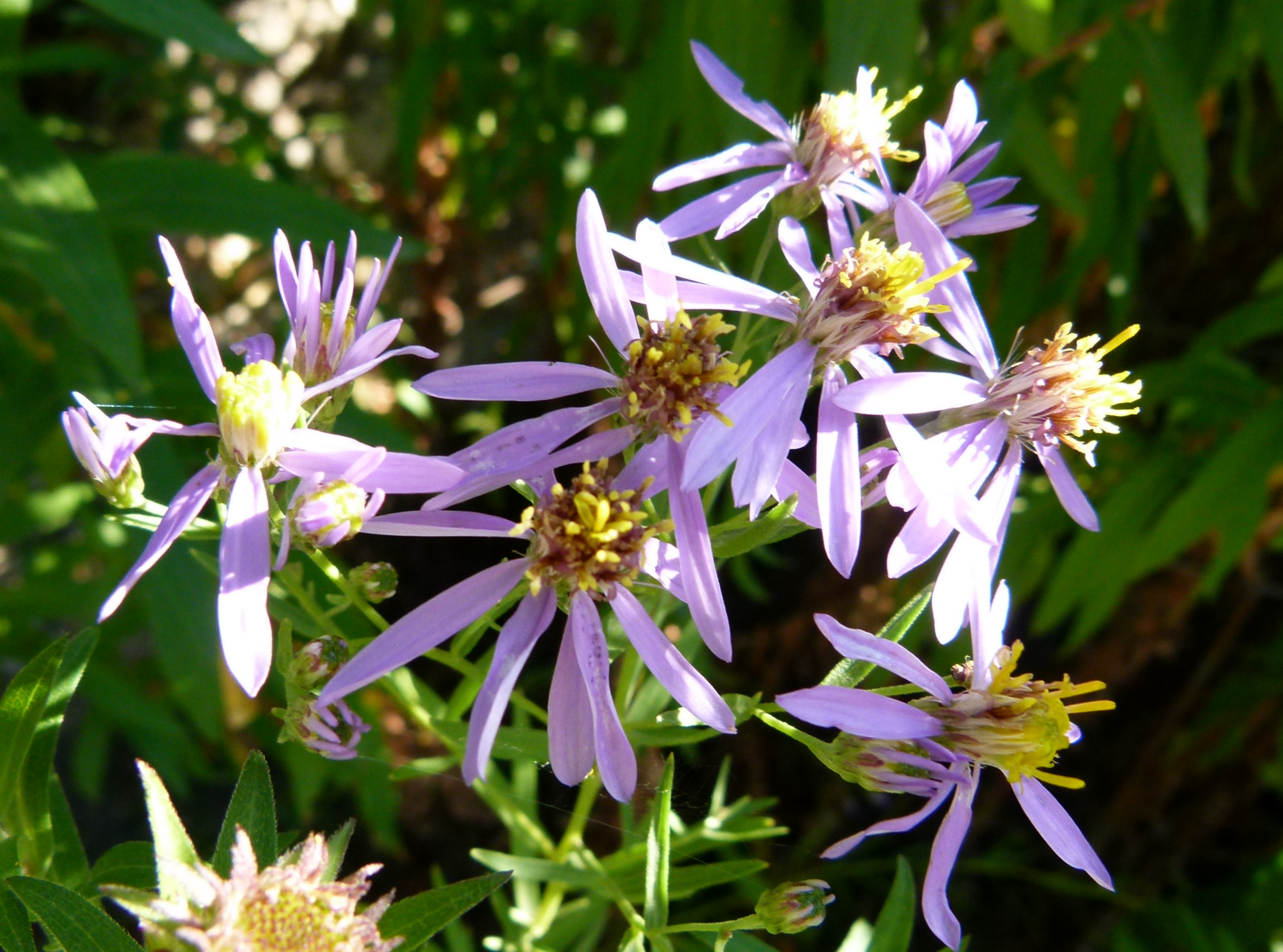
Galatella sedifolia
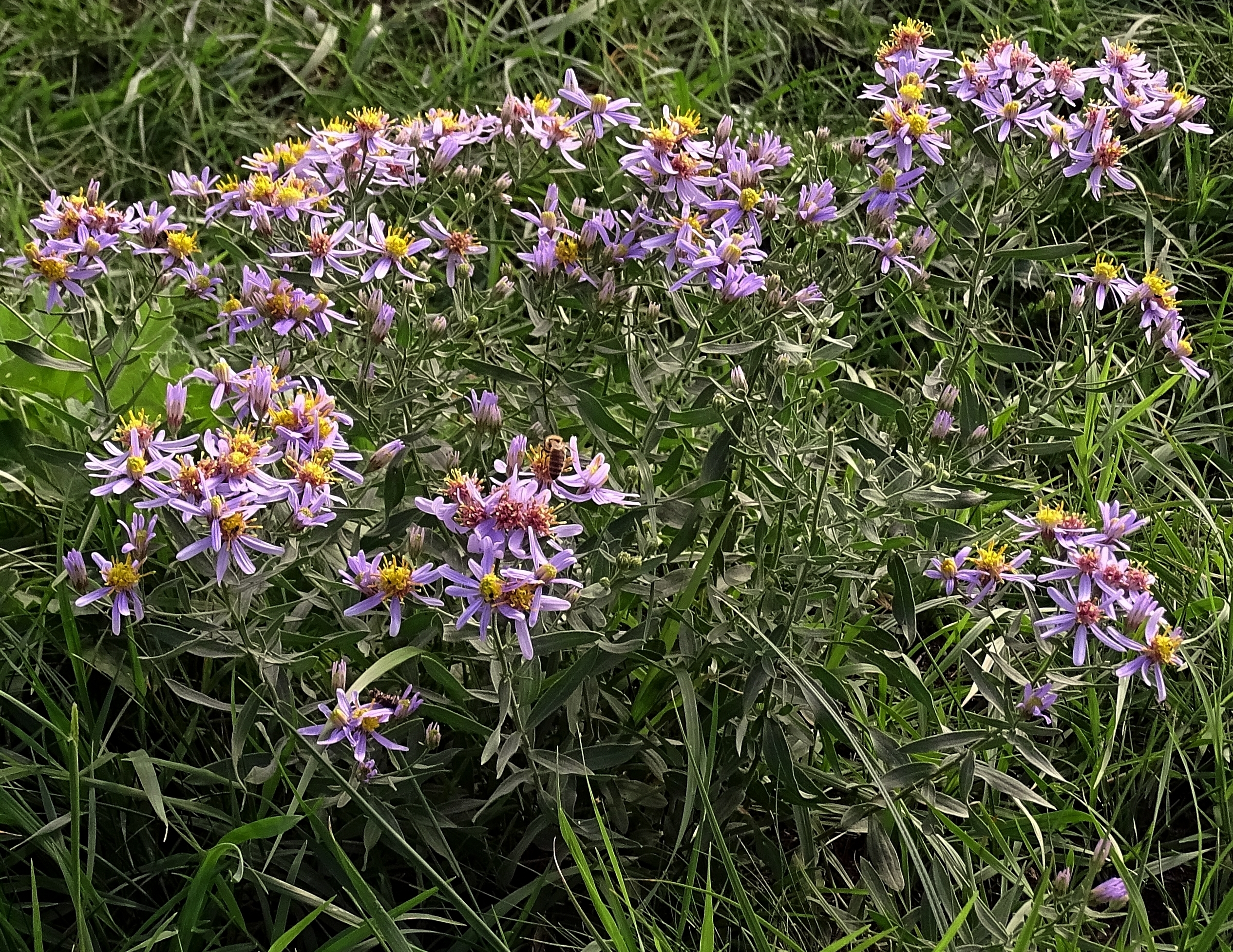
Galatella cana

### Sinonimi
Sono elencati alcuni sinonimi per questa entità:
- Crinita Moench
- Crinitaria Cass.
- Crinitina Soják
- Deinosmos  Raf.
- Galatea (Cass) Less.
- Linosyris Cass.
- Pseudolinosyris Novopokr.